# Złota kolekcja: Złoty paw
Złota kolekcja: Złoty paw – album będący kompilacją nagrań studyjnych grupy Dżem wydany w marcu 2004 roku.

## Skład
- Paweł Berger – instrumenty klawiszowe
- Jacek Dewódzki – śpiew (13)
- Adam Otręba – gitara
- Beno Otręba – gitara basowa, śpiew
- Ryszard Riedel – śpiew (1-12, 14)
- Jerzy Styczyński – gitara
- Zbigniew Szczerbiński – perkusja

## Lista utworów
1. „Złoty paw” – 6:03
2. „Harley mój” – 4:08
3. „Naiwne pytania” – 5:27
4. „Sen o Victorii” – 5:45
5. „Jak malowany ptak” –	4:32
6. „Autsajder” –	6:47
7. „Mała aleja róż” – 5:14
8. „Modlitwa III – pozwól mi” – 8:18
9. „Czerwony jak cegła” – 5:14
10. „Whisky” – 5:26
11. „Wehikuł czasu, to byłby cud” – 6:12
12. „List do M.” – 6:36
13. „Zapal świeczkę” – 3:18
14. „Skazany na bluesa” – 5:28 (bonus)

## Wydawnictwa
- CD Dżem/Pomaton EMI, Nr kat. 5775982; 20 marca 2004 – 75:38
- CD Dżem/Pomaton EMI, Nr kat. 3376812; 1 października 2005 – 81:06